# Ai mari, ai laghi, ai monti
La Ai mari, ai laghi, ai monti fu una corsa a tappe maschile in linea che ebbe un'unica edizione disputata nel 1910 dal 31 luglio al 14 agosto lungo un percorso di circa 2000 km suddiviso in otto frazioni.
L'organizzatore fu il giornale Il Secolo, che tentava in questo modo di replicare il successo che l'anno prima aveva avuto La Gazzetta dello Sport, organizzatrice del Giro d'Italia.
La competizione vide la partecipazione di molti importanti ciclisti dell'epoca e venne vinta da Carlo Galetti, fresco vincitore anche del Giro d'Italia dello stesso anno; la classifica generale finale venne stilata a punti come era tipico fare nei primi anni del ciclismo.

## Albo d'oro
| Anno | Vincitore     | Secondo         | Terzo       |
| ---- | ------------- | --------------- | ----------- |
| 1910 | Carlo Galetti | Eberardo Pavesi | Pietro Aymo |

## Edizione 1910

### Tappe
| Tappa | Data      | Percorso                    | km  | Vincitore di tappa | Leader cl. generale |
| ----- | --------- | --------------------------- | --- | ------------------ | ------------------- |
| 1ª    | 31 luglio | Alessandria > Salsomaggiore | 213 | Eberardo Pavesi    | Eberardo Pavesi     |
|       | 1º agosto | giorno di riposo            |     |                    |                     |
| 2ª    | 2 agosto  | Salsomaggiore > Rimini      | 261 | Giuseppe Brambilla | -                   |
|       | 3 agosto  | giorno di riposo            |     |                    |                     |
| 3ª    | 4 agosto  | Rimini > Montecatini Terme  | 213 | Mario Bruschera    | -                   |
|       | 5 agosto  | giorno di riposo            |     |                    |                     |
| 4ª    | 6 agosto  | Montecatini Terme > Genova  | 240 | Carlo Galetti      | -                   |
|       | 7 agosto  | giorno di riposo            |     |                    |                     |
| 5ª    | 8 agosto  | Genova > Acqui Terme        | 225 | Mario Bruschera    | -                   |
|       | 9 agosto  | giorno di riposo            |     |                    |                     |
| 6ª    | 10 agosto | Acqui Terme > Pallanza      | ?   | Giuseppe Brambilla | -                   |
|       | 11 agosto | giorno di riposo            |     |                    |                     |
| 7ª    | 12 agosto | Pallanza > Salò             | 267 | Giuseppe Brambilla | -                   |
|       | 13 agosto | giorno di riposo            |     |                    |                     |
| 8ª    | 14 agosto | Salò > Milano               | ?   | Carlo Galetti      | Carlo Galetti       |

### Classifica generale
| Pos. | Corridore          | Squadra | Punti |
| ---- | ------------------ | ------- | ----- |
| 1    | Carlo Galetti      | Atala   | ?     |
| 2    | Eberardo Pavesi    | Atala   | ?     |
| 3    | Pietro Aymo        | Stucchi | ?     |
| 4    | Giuseppe Brambilla | Atena   | ?     |
| 5    | Alfredo Sivocci    | Legnano | ?     |